# Jef de Neeling
Jef de Neeling (Amersfoort, 26 oktober 1952) is een Nederlands voormalig voetballer die als aanvaller speelde.
De Neeling begon eerst met korfbal voor hij bij amateurclubs ging voetballen. HVC-trainer Hans Croon nam hem op vijftienjarige leeftijd mee naar FC Volendam maar hij keerde vanwege heimwee snel terug. De Neeling brak door bij SC Amersfoort en speelde vervolgens voor Fortuna SC, N.E.C. en De Graafschap voor hij terugkeerde bij zijn oude amateurvereniging SOVA in Amersfoort. Medio 1981 maakte hij zijn rentree bij SC Amersfoort waar hij in december 1982 het faillissement meemaakte. Daarmee kwam ook een einde aan zijn profloopbaan. Na het voetbal werd hij tuinman op een begraafplaats.